# Nullfunktion

Die reelle Nullfunktion hat überall den Wert Null.

Die Nullfunktion ist in der Mathematik, insbesondere der Analysis, eine Funktion, deren Funktionswert unabhängig vom übergebenen Wert immer die Zahl Null ist. Allgemeiner ist die Nullabbildung oder der Nulloperator in der linearen Algebra eine Abbildung zwischen zwei Vektorräumen, die stets den Nullvektor des Zielraums ergibt. Noch allgemeiner wird die Nullabbildung in der Algebra gefasst und dort ist sie eine Abbildung von einer beliebigen Menge in eine Menge, auf der eine Verknüpfung mit neutralem Element definiert ist, die immer dieses neutrale Element ergibt. Die Nullfunktion hat viele Eigenschaften und wird in der Mathematik oft als Beispiel oder als Gegenbeispiel verwendet. Sie ist die triviale Lösung einer Reihe mathematischer Probleme, wie zum Beispiel homogener linearer Differentialgleichungen und Integralgleichungen.

## Reelle Nullfunktion

### Definition
In der reellen Analysis ist die Nullfunktion die reelle Funktion {\displaystyle \phi \colon \mathbb {R} \to \mathbb {R} }, die jedem Argument die Zahl Null zuordnet, das heißt, es gilt
{\displaystyle \phi (x)=0}
für alle {\displaystyle x\in \mathbb {R} }. Mit Hilfe des Identitätssymbols wird die Nullfunktion auch durch
{\displaystyle \phi \equiv 0}
notiert. Der Graph der Nullfunktion ist die gesamte x-Achse. Gelegentlich wird der Definitionsbereich der Nullfunktion auch auf eine Teilmenge {\displaystyle \Omega \subset \mathbb {R} } eingeschränkt.

### Eigenschaften

#### Einordnung
Die Nullfunktion ist ein Spezialfall folgender Funktionenklassen:
- Sie ist eine spezielle konstante Funktion {\displaystyle f(x)=c}, und zwar gerade diejenige, deren Konstante {\displaystyle c=0} ist.
- Sie ist eine spezielle lineare Funktion {\displaystyle f(x)=mx+b}, und zwar diejenige, deren Steigung {\displaystyle m=0} und Ordinatenabschnitt {\displaystyle b=0} sind.
- Sie ist eine spezielle Polynomfunktion {\displaystyle f(x)=a_{n}x^{n}+a_{n-1}x^{n-1}+\dotsb +a_{1}x+a_{0}}, nämlich das Nullpolynom, bei dem alle Koeffizienten {\displaystyle a_{i}=0} sind. Der Grad des Nullpolynoms wird meist nicht als {\displaystyle 0}, sondern als {\displaystyle -\infty } definiert.

#### Symmetrien
Die Nullfunktion ist als einzige Funktion gleichzeitig gerade und ungerade, das heißt, es gilt
{\displaystyle \phi (x)=\phi (-x)=-\phi (x)}.
Weiter ist sie weder positiv noch negativ, stattdessen ist sie sowohl nichtpositiv als auch nichtnegativ, also
{\displaystyle \phi (x)\leq 0}   und   {\displaystyle \phi (x)\geq 0}.
Die Nullstellen der Nullfunktion sind damit alle Zahlen der Definitionsmenge und ihre Nichtnullstellenmenge ist demnach leer. Das Minimum und das Maximum der Nullfunktion sind ebenfalls Null:
{\displaystyle \max _{x\in \mathbb {R} }\phi (x)=\min _{x\in \mathbb {R} }\phi (x)=0}.
Weiterhin ist die Nullfunktion, wie jede konstante Funktion, gleichzeitig monoton steigend und fallend (jedoch nicht streng) und, wie jede lineare Funktion, gleichzeitig konvex und konkav.

#### Ableitungen
Die Nullfunktion ist eine glatte Funktion, also beliebig oft stetig differenzierbar, wobei jede ihrer Ableitungen wieder die Nullfunktion selbst ist, das heißt
{\displaystyle \phi ^{(n)}(x)=\phi (x)}
für jedes {\displaystyle n\in \mathbb {N} }. Neben den Vielfachen der Exponentialfunktion ist die Nullfunktion die einzige Funktion mit dieser Eigenschaft. Die Nullfunktion selbst ist wiederum die Ableitung einer konstanten Funktion und allgemein die {\displaystyle (n+1)}-te Ableitung eines Polynoms vom Grad {\displaystyle n}.

#### Integral
Das Integral der Nullfunktion ergibt unabhängig von den Integrationsgrenzen immer Null, also
{\displaystyle \int _{a}^{b}\phi (x)~dx=0}.
für alle {\displaystyle a,b\in \mathbb {R} \cup \{-\infty ,\infty \}}. Die Nullfunktion ist damit die einzige Polynomfunktion, die über den gesamten reellen Zahlen integrierbar ist. Stammfunktion der Nullfunktion ist die Nullfunktion selbst und, da die Integrationskonstante frei wählbar ist, auch jede konstante Funktion.

#### Lösung von Gleichungen
Die Nullfunktion ist die triviale Lösung der vier Cauchy-Funktionalgleichungen:
{\displaystyle {\begin{aligned}f(x+y)&=f(x)+f(y)\\f(x+y)&=f(x)\cdot f(y)\\f(x\cdot y)&=f(x)+f(y)\\f(x\cdot y)&=f(x)\cdot f(y)\\\end{aligned}}}
Weiter löst die Nullfunktion jede homogene lineare Differentialgleichung der Form
{\displaystyle a_{n}(x)f^{(n)}(x)+a_{n-1}(x)f^{(n-1)}+\dotsb +a_{1}(x)f'(x)+a_{0}(x)f(x)=0}
und jede homogene lineare Integralgleichung der Art
{\displaystyle \lambda f(x)+\int _{a}^{x}K(x,y)f(y)~dy=0}
mit Integralkern {\displaystyle K(x,y)} und Vorfaktor {\displaystyle \lambda }. Umgekehrt wird eine inhomogene lineare Differential- oder Integralgleichung nie durch die Nullfunktion gelöst.

## Nullabbildungen zwischen Vektorräumen

### Definition
In der linearen Algebra heißt eine Abbildung {\displaystyle \phi \colon V\to W} zwischen zwei Vektorräumen {\displaystyle V} und {\displaystyle W} über dem gleichen Körper {\displaystyle K} Nullabbildung oder Nulloperator, wenn für alle Vektoren {\displaystyle v\in V}
{\displaystyle \phi (v)=0_{W}}
gilt, wobei {\displaystyle 0_{W}} der eindeutig bestimmte Nullvektor von {\displaystyle W} ist. Gelegentlich wird die Nullabbildung auch direkt durch {\displaystyle 0} notiert, sofern aus dem Kontext klar ist, ob die Nullabbildung oder die Zahl Null gemeint ist. Auch hier kann der Definitionsbereich der Nullabbildung auf eine Teilmenge {\displaystyle U\subset V} eingeschränkt werden.

### Beispiele
- die reelle Nullfunktion des vorangegangenen Abschnitts und allgemeiner reelle oder komplexe Funktionen ein oder mehrerer Variablen, deren Funktionswert die Zahl Null oder der Nullvektor ist
- jede Abbildung von einem beliebigen Vektorraum {\displaystyle V} in den Nullvektorraum {\displaystyle \{0\}} und jede lineare Abbildung vom Nullvektorraum in einen beliebigen Vektorraum {\displaystyle W}[2]
- eine quadratische Matrix, die in ihr charakteristisches Polynom eingesetzt wird, nach dem Satz von Cayley-Hamilton[3]
- die Determinantenfunktion auf der Menge der singulären quadratischen Matrizen[4]

### Eigenschaften

#### Linearität
Die Nullabbildung ist eine lineare Abbildung, also ein Vektorraumhomomorphismus, das heißt, es gilt
{\displaystyle \phi (av+bw)=a\phi (v)+b\phi (w)}
für alle {\displaystyle v,w\in V} und {\displaystyle a,b\in K}. Sie liegt also im Vektorraum der linearen Abbildungen {\displaystyle L(V,W)} und ist dort selbst der Nullvektor.
Jede Nullabbildung zwischen endlichdimensionalen Vektorräumen wird bezüglich beliebiger Basen durch eine Nullmatrix der Größe {\displaystyle \dim W\times \dim V} dargestellt. Ihr Kern ist ganz {\displaystyle V}, ihr Bild {\displaystyle \{0_{W}\}} und somit ihr Rang immer {\displaystyle 0}. Ist {\displaystyle V=W}, dann ist besitzt die Nullabbildung als einzigen Eigenwert die Zahl Null und der zugehörige Eigenraum ist ganz {\displaystyle V}.

#### Operatornorm
Sind {\displaystyle V} und {\displaystyle W} normierte Räume mit jeweiligen Normen {\displaystyle \|\cdot \|_{V}} und {\displaystyle \|\cdot \|_{W}}, dann ist die Operatornorm der Nullabbildung
{\displaystyle \|\phi \|=\sup _{\|v\|_{V}=1}\|\phi (v)\|_{W}=\|0_{W}\|_{W}=0}.
Die Nullabbildung selbst stellt für {\displaystyle W=\mathbb {R} } eine Halbnorm dar.

#### Lösung von Gleichungen
Allgemein löst die Nullabbildung jede homogene lineare Operatorgleichung
{\displaystyle {\mathcal {L}}u=0},
wobei {\displaystyle {\mathcal {L}}\in L(V,W)} ein linearer Operator ist, {\displaystyle u} die gesuchte Funktion und {\displaystyle 0} die Nullfunktion ist. Umgekehrt wird eine inhomogene lineare Operatorgleichung, bei der also die rechte Seite ungleich der Nullfunktion ist, nie durch die Nullabbildung gelöst.

## Nullabbildungen in ein Magma mit Eins

### Definition
Ist {\displaystyle X} eine Menge und {\displaystyle Y} ein Magma mit Eins, das heißt eine Menge versehen mit einer zweistelligen Verknüpfung {\displaystyle \ast } mit neutralem Element {\displaystyle 0}, dann heißt eine Abbildung {\displaystyle \phi \colon X\to Y} Nullabbildung, wenn für alle {\displaystyle x\in X}
{\displaystyle \phi (x)=0}
gilt. Wichtige Beispiele für {\displaystyle (Y,\ast )} sind Monoide, Gruppen, Ringe, Moduln und – wie im vorangegangenen Abschnitt – Vektorräume.

### Beispiele
- die boolesche Funktion der Kontradiktion in einen booleschen Ring bzw. eine boolesche Algebra
- die Polynomfunktion {\displaystyle x^{q}-x} in einem Polynomring über einem endlichen Körper mit {\displaystyle q} Elementen[6]
- die {\displaystyle k}-te Potenz einer nilpotenten Abbildung in einen Ring, wenn {\displaystyle k} größer oder gleich dem Nilpotenzindex der Abbildung ist[7]
- das Nullmaß, das jeder Menge {\displaystyle A} den Wert {\displaystyle \mu (A)=0} zuordnet

### Eigenschaften
- Sind {\displaystyle X} und {\displaystyle Y} zwei Magmen, {\displaystyle Y} mit Eins, dann ist die Nullabbildung ein Magmenhomomorphismus.
- Sind {\displaystyle X} und {\displaystyle Y} zwei Ringe, dann ist die Nullabbildung ein Ringhomomorphismus. Ist {\displaystyle X} ein einfacher Ring (beispielsweise ein Körper oder ein Schiefkörper), dann ist jeder Ringhomomorphismus entweder injektiv oder die Nullabbildung.[8]
- Sind {\displaystyle X} und {\displaystyle Y} zwei Moduln, dann ist die Nullabbildung ein Modulhomomorphismus.
- Sind {\displaystyle X} und {\displaystyle Y} zwei Algebren über einem Ring, dann ist die Nullabbildung ein Algebrenhomomorphismus.